# Мурадов, Эльчин Тофиг оглы
Эльчин Мурадов (азерб. Elçin Muradov; 1 сентября 1989) — азербайджанский легкоатлет-паралимпиец, выступающий в категории слепоты T11. Участник летних Паралимпийских игр 2008 года и бронзовый призёр летних Паралимпийских игр 2012 года в эстафете 4×100 метров. Серебряный призёр чемпионата мира 2011 и чемпион Европы 2012 в беге на 100 м, чемпион Европы в эстафете 4×100 метров. 19 июня 2010 года пробил мировой рекорд в беге на 100 м в категории T12 (10.66 сек)
В 2016 году по случаю 20-летнего юбилея создания Национального паралимпийского комитета Азербайджанской Республики и за заслуги в развитии паралимпийского движения в Азербайджане Ибрагимов в соответствии с распоряжением президента Азербайджана был награждён «Почётным дипломом Президента Азербайджанской Республики».